# ميدالية الامتياز
 وسام الامتياز (بالتركية:  İmtiyaz Madalyası)‏ أو بالعثمانية Nishan-i-Imtiaz هو وسام عسكري عثماني، تم إنشاؤه عام 1882.
يتكون من مكونين أساسيين وهُما الذهب والفضة.
الميدالية الذهبية كانت أعلى وسام عسكري عثماني مشهور آنذاك.
وّتم منحه خلال الحرب العالمية الأولى.
توضع الميدالية على الصدر مع مشبك في نفس النوع من المعادن مثل الميدالية.
يصور المشبك السيوف المتقاطعة، مع تاريخ 1333 (1915).